# Сулуй
Сулуй — упразднённый посёлок в Мариинском районе Кемеровской области. На момент упразднения входил в состав Красноорловского сельского поселения. Исключен из учётных данных в 1997 году.

## География
Располагался у одноименного остановочного пункта Западно-Сибирской железной дороги, на расстоянии примерно 3 км по прямой к югу от деревни Петровка.

## Население
| 1970 | 1979 | 1989 |
| ---- | ---- | ---- |
| 48   | ↗51  | ↘9   |